# Литва на летних Олимпийских играх 1996
Литва принимала участие в Летних Олимпийских играх 1996 года в Атланте (США) в четвёртый раз за свою историю, и завоевала одну бронзовую медаль. Сборную страны представляли 61 участник, из которых 16 женщин. Единственную награду литовцы завоевали в мужском баскетбольном турнире, повторив своё достижение 1992 года.

## Медалисты
| Медаль | Спортсмен | Вид спорта | Дисциплина |
| ------ | --- | ---------- | ---------- |
| Бронза | Арвидас Сабонис Шарунас Марчюлёнис Римас Куртинайтис Гинтарас Эйникис Артурас Карнишовас Дарюс Лукминас Саулюс Штомбергас Эурелиюс Жукаускас Миндаугас Жукаускас Ритис Вайшвила Томас Пачесас | Баскетбол  | Мужчины    |

## Состав сборной
Академическая гребля
1. Юозас Багдонас
2. Эйнюс Петкус
3. Бируте Шакицкене

 Баскетбол
1. Ритис Вайшвила
2. Эурелиюс Жукаускас
3. Миндаугас Жукаускас
4. Артурас Карнишовас
5. Римас Куртинайтис
6. Дарюс Лукминас
7. Шарунас Марчюлёнис
8. Томас Пачесас
9. Арвидас Сабонис
10. Саулюс Штомбергас
11. Гинтарас Эйникис

 Бокс
1. Виталиюс Карпачаускас

 Борьба
Греко-римская борьба
1. Ремигиюс Шукявичюс
2. Русланас Вартановас

Вольный стиль
1. Ричардас Паулюконис

Велоспорт
 Шоссейный велоспорт
1. Линас Бальчюнас
2. Раймондас Вильчинскас
3. Артурас Каспутис
4. Ремигиюс Лупейкис
5. Ионас Романовас
6. Раймондас Румшас
7. Диана Жилюте
8. Иоланта Поликевичюте
9. Раса Поликевичюте

 Трековый велоспорт
1. Артурас Каспутис
2. Ремигиюс Лупейкис
3. Артурас Трумпаускас
4. Миндаугас Умарас
5. Рита Мажейките
6. Рита Размайте

Гребля на байдарках и каноэ
 Гребля на гладкой воде
1. Видас Купчинскас
2. Вайдас Мизерас

 Дзюдо
1. Альгимантас Меркевичюс

 Лёгкая атлетика
1. Виргилиюс Алекна
2. Дайнюс Вирбицкас
3. Даугвинас Зуюс
4. Валдас Казлаускас
5. Саулюс Клейза
6. Вацлавас Кидикас
7. Чесловас Кундротас
8. Аудрюс Райзгис
9. Павел Федоренко
10. Неле Жилинскене
11. Соната Милушаускайте
12. Ремигия Назаровене
13. Рита Раманаускайте
14. Стефания Статкувене

 Настольный теннис
1. Рута Пашкаускене

 Плавание
1. Нериюс Бейга
2. Миндаугас Бружас
3. Дарюс Григалёнис
4. Раймундас Мажуолис
5. Арунас Савицкас
6. Миндаугас Шпокас
7. Лаура Петрутите
8. Дита Жельвене

 Современное пятиборье
1. Андрей Заднепровский

 Стрельба
1. Дайна Гудзиневичюте

 Тяжёлая атлетика
1. Рамунас Вишняускас

 Художественная гимнастика
1. Кристина Клюкявичюте

## Результаты соревнований

### Академическая гребля
В следующий раунд из каждого заезда проходили несколько лучших экипажей (в зависимости от дисциплины). В финал A выходили 6 сильнейших экипажей, остальные разыгрывали места в утешительных финалах B-D.
Мужчины
| Соревнование | Спортсмены                  | Предварительный заезд | Предварительный заезд | Предварительный заезд | Отборочный заезд | Отборочный заезд | Отборочный заезд | Полуфинал | Полуфинал | Полуфинал | Финал   | Финал   | Итоговое место |
| Соревнование | Спортсмены                  | Заезд                 | Время                 | Место                 | Заезд            | Время            | Место            | Заезд     | Время     | Место     | Время   | Место   | Итоговое место |
| ------------ | --------------------------- | --------------------- | --------------------- | --------------------- | ---------------- | ---------------- | ---------------- | --------- | --------- | --------- | ------- | ------- | -------------- |
| двойки       | Юозас Багдонас Эйнюс Петкус | 1                     | 6:45,92               | 5                     | 1                | 7:10,47          | 2 Q              | 1         | 6:57,75   | 5 QB      | Финал B | Финал B | 10             |
| двойки       | Юозас Багдонас Эйнюс Петкус | 1                     | 6:45,92               | 5                     | 1                | 7:10,47          | 2 Q              | 1         | 6:57,75   | 5 QB      | 6:38,12 | 4       | 10             |

Женщины
| Соревнование | Спортсмены       | Отборочная гонка | Отборочная гонка | Утешительный заезд | Утешительный заезд | Полуфинал      | Полуфинал      | Финал   | Финал   | Итоговое место |
| Соревнование | Спортсмены       | Время            | Место            | Время              | Место              | Время          | Место          | Время   | Место   | Итоговое место |
| ------------ | ---------------- | ---------------- | ---------------- | ------------------ | ------------------ | -------------- | -------------- | ------- | ------- | -------------- |
| Одиночки     | Бируте Шакицкене | 8:21,78          | 4                | 8:41,08            | 4                  | Не участвовала | Не участвовала | Финал C | Финал C | 14             |
| Одиночки     | Бируте Шакицкене | 8:21,78          | 4                | 8:41,08            | 4                  | Не участвовала | Не участвовала | 8:17,80 | 2       | 14             |